# Михалевич Олександр
Олександр Михалевич — український гірник шахти імені Баракова, що вчинив акт самоспалення перед будівлею Луганської обладміністрації під час тривалої (більш як 150 днів) акції Незалежної профспілки гірників.

## Біографічна довідка
За інформацією журналіста Associated Press Сергія Шаргородського, Михалевич відслужив у Радянській армії, переїхав до Краснодону з дружиною, деякий час заробляв на копальнях у Магаданській області.
Повернувшись у Краснодон, працював на шахті імені Баракова в поселенні Суходільськ, Краснодонської міськради Луганської області.
Мав сім'ю, разом з дружиною Людмилою виховував трьох дітей (Олексій 1986 р.н., Оксана 1984 р.н., Сергій 1980 р.н.). Боровся за свої трудові права в Незалежній профспілці гірників шахти. Загинув у віці 36 років.

## Великий пікет 1998

Плакат із протестних акцій профспілок 14 грудня 2009 року під стінами Луганської облдержадміністрації

До кінця століття протестний шахтарський рух занепав у порівнянні з початком 1990-х (коли ним були охоплені цілі області та мільйони людей, коли внаслідок страйків і походів на Київ змінювались уряди). Однак економічне становище державних шахт залишалося складним. Виникали локальні джерела напруги, як, наприклад, на шахтах ДКХ «Краснодонвугілля»: імені М. П. Баракова, «Дуванна», «Краснодарська-Південна» і «Суходольська-Східна», — де тисячі шахтарів чекали зарплатні по 2—2,5 роки. В липні 1998 року Незалежна профспілка розпочала пікетування обласної адміністрації. Особисто Михалевич мав отримати 3600 грн (~1050$ за тодішнім курсом) заробітної плати.
Основною вимогою профспілки була виплата заборгованості. Однак, здійснена 24 серпня 1998 року спроба розігнати пікет за допомогою спецпідрозділу «Беркут» із застосуванням спецзасобів, розлютила гірників і до економічних вимог додалась вимога покарати винних у нападі на мирних демонстрантів. Відповідальними за цей досі не покараний злочин вважають тодішнього Голову обладміністрації Олександра Єфремова, Голову обласної ради Віктора Тихонова, працівників Луганського міського управління МВС: В. Ішкова, Б. Бабенка, М. Журавльова, А. Сидоренка командира загону «беркутів» М. Огієнка. Очолював УМВС Луганської області генерал Будніков, відомий з кривавих подій на Софіївській площі 1995 року.
Каральна акція проти гірників не принесла плодів: замість налякатися та скоритись, вони продовжували пікетування іще 5 місяців. Внутрішнє розслідування в МВС та розгляди інциденту в стінах ВРУ не призвели до покарання винних в нападі на мирних громадян, хоча спеціальна комісія ВРУ виявила цілий ряд порушень. Більше того, в середовищі «правоохоронців» зустрічається думка, що професійні дії та витримка бійців «Беркуту» стабілізували обстановку. Вимоги пікетувальників ігнорувалися, черговий раз адміністрація пообіцяла відновити виплати зарплатні 15 грудня 1998.

## Останній протест
О четвертій ранку 14 грудня Олександр вийшов з наметового містечка в сквері до стін адміністративної будівлі, облив себе бензином і запалив вогонь. В його посмертному листі було сказано:

| Не можу більше терпіти і чекати якихось обіцянок, не вірю і у видачу заборгованості 15 грудня. Тому я наважився на цей вчинок. Набридли знущання з боку керівників шахти та адміністрації. Це не вихід у житті, але, може, через мій вчинок швидше вирішаться справи. Сам тверезий і перебуваю в нормальному стані. Відповідаю за свої дії.[8] |
Внаслідок займання, Михалевич отримав важкі опіки. Протягом двох тижнів за його життя боролися медики (було проведено три операції), 500 донорів здали кров для переливання; товаришами було зібрано 8000 грн., половину суми надала міська влада). Однак 28 грудня Олександр Михалевич помер.

### Результат самогубного протесту. Вшанування пам'яті
Новина про самогубство і загибель гірника поширилася новинними агенціями навіть за межі України. Виплати шахтарям відновилися 17 грудня. На похороні Михалевича були присутні кілька сотень побратимів.
Незалежні профспілки та правозахисники вшановують пам'ять Олександра Михалевича 14 грудня та 24 серпня (день Луганського побоїща). Жодна влада, що приходила в регіон, так і не дала громадськості дозволу на встановлення меморіального знаку на місці загибелі гірняка.

## Інше
Через місяць після смерті Михалевича, 22 січня 1999 року, працівник «Луганськвугілля» Анатолій Конорєв, 1961 р.н., батько трьох дітей шкільного віку, скоїв самоспалення з летальним наслідком.
Влітку того ж 1999 року в селі Январське у Дніпропетровській області спробу самоспалення скоїв батько малолітніх дітей, 32-річний скотар Олександр Самчук. Напередодні він марно домагався від начальства виплати заборгованості за два місяці — десь близько 140 гривень.